# Президент Колумбії

Прапор Президента Колумбії

Президент Республіки Колумбія — голова держави Колумбія.
Посада була запроваджена у 1819 р. із проголошенням незалежності колишнього іспанського віцекоролівства Нова Гранада від Іспанії під назвою Велика Колумбія. Згідно з останньою конституцією Колумбії від 1991 р. президент Колумбії обирається на всенародних виборах строком на 4 роки. Президент Колумбії є одночасно і головою держави, і уряду. Має заступника — віцепрезидента.